# MiłyMłodyCzłowiek
MiłyMłodyCzłowiek – debiutancki album studyjny polskiego muzyka rockowego posługującego się pseudonimem WaluśKraksaKryzys. Płyta nagrana została w amatorskich warunkach, a jej szczególnie pozytywny odbiór pozwolił artyście podpisać kontrakt z dużą wytwórnią Mystic Production.

## Lista utworów
Opracowano na podstawie materiału źródłowego.
1. „Tlen” – 3:17
2. „Czeczerecze” – 2:52
3. „CoToZaStan” – 2:36
4. „DziwnieDźwięki” – 3:04
5. „MiłyMłodyCzłowiek” – 2:30
6. „AlboTak” – 2:40
7. „KilogramDobrychChwil” – 2:36
8. „NaNoże” – 3:50
9. „JestemSam” – 1:24
10. „ChłopSięTopi” – 3:03
11. „NakarmićZłeWrażenia” – 5:13
12. „DzieciWeMgle” – 3:37
13. „ToTu” – 1:08
14. „Zabawa” – 3:16
15. „WszystkoŹle” – 4:28

## Twórcy
Opracowano na podstawie materiału źródłowego.
| - Sebastian „WaluśKraksaKryzys” Gugulski – wokal, gitara elektryczna, instrumenty klawiszowe, automat perkusyjny, słowa, nagrania, miksowanie - studio Mustache Ministry – mastering - Olga Dymitrowska – oprawa graficzna |